# Funicular del Tibidabo
El funicular del Tibidabo también llamado popularmente Cuca de Llum desde la apertura de los nuevos funiculares en 2021, es un funicular de Barcelona que une la plaza del Doctor Andreu con el Tibidabo. Su recorrido tiene una longitud de 1.512 m y la estación inferior está conectada con el Tranvía Azul.
Se trata del primer transporte de estas características que funcionó en España. Se construyó en poco más de un año y fue inaugurado a las 15:00 del 29 de octubre de 1901, con un coste total de 697.000 pesetas.
En 2021, el funicular fue renovado eliminando los vagones antiguos, las viejas vías y la catenaria en favor de un nuevo trazado con nuevos vagones.

## Imágenes

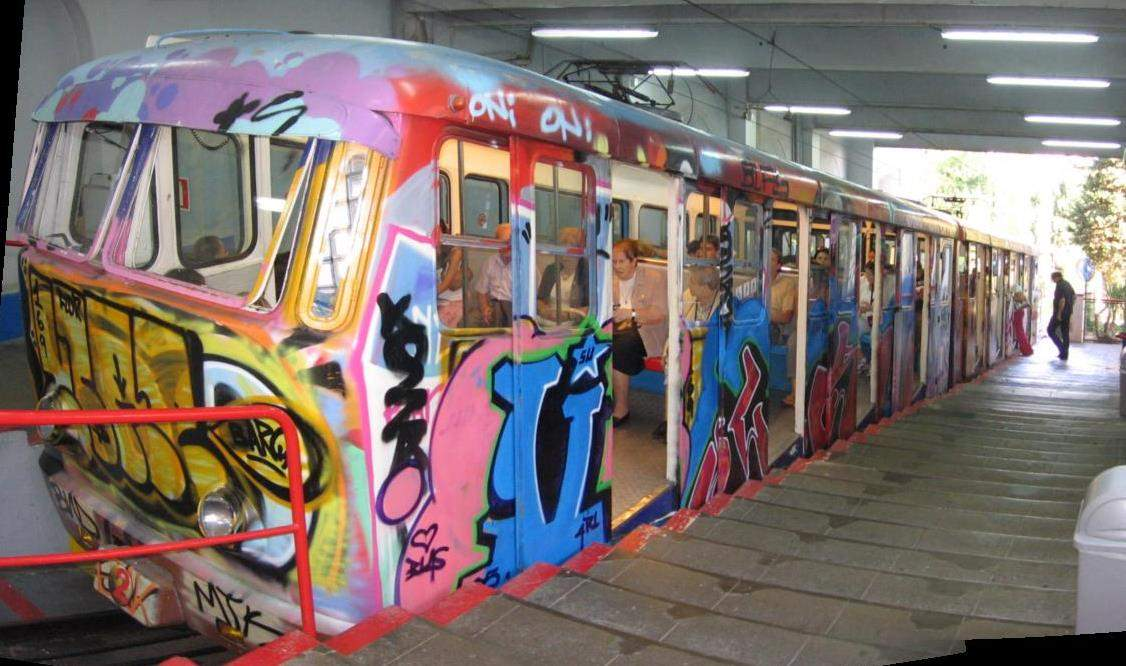
Estación superior.
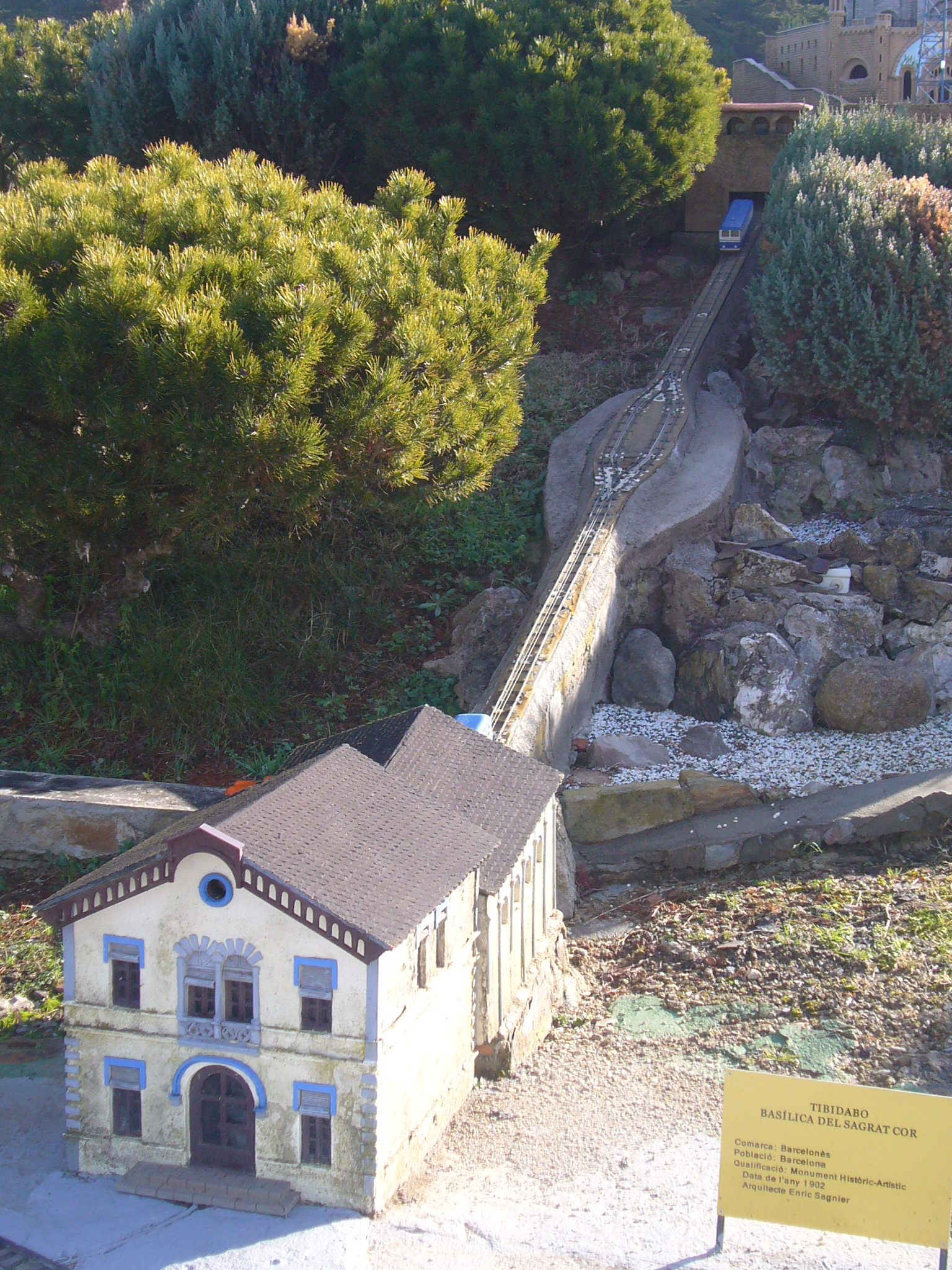
Maqueta del funicular en Cataluña en Miniatura.
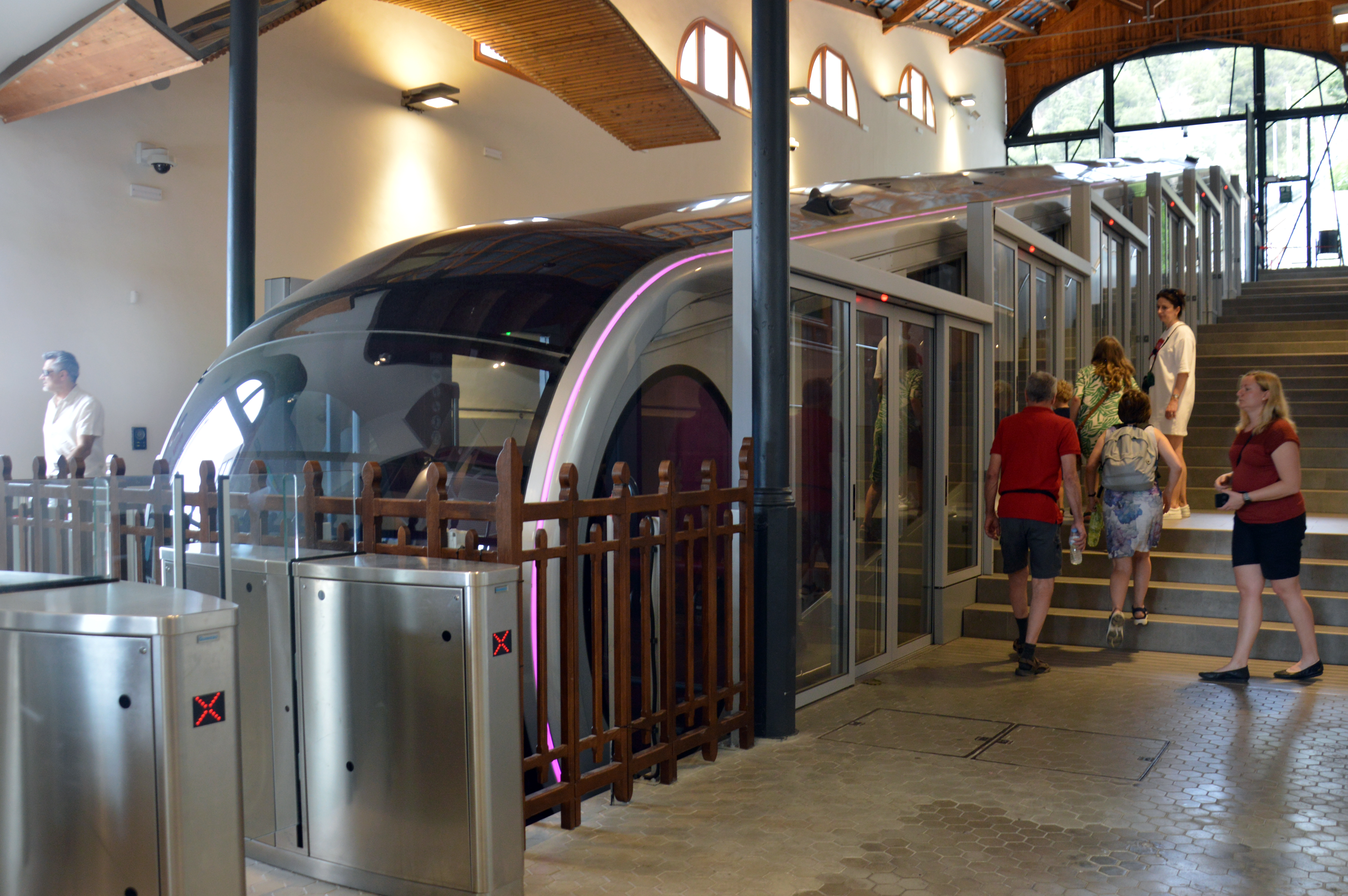
Cuca de Llum, vehículo nuevo en uso desde 2021.